# Ostsiedlung

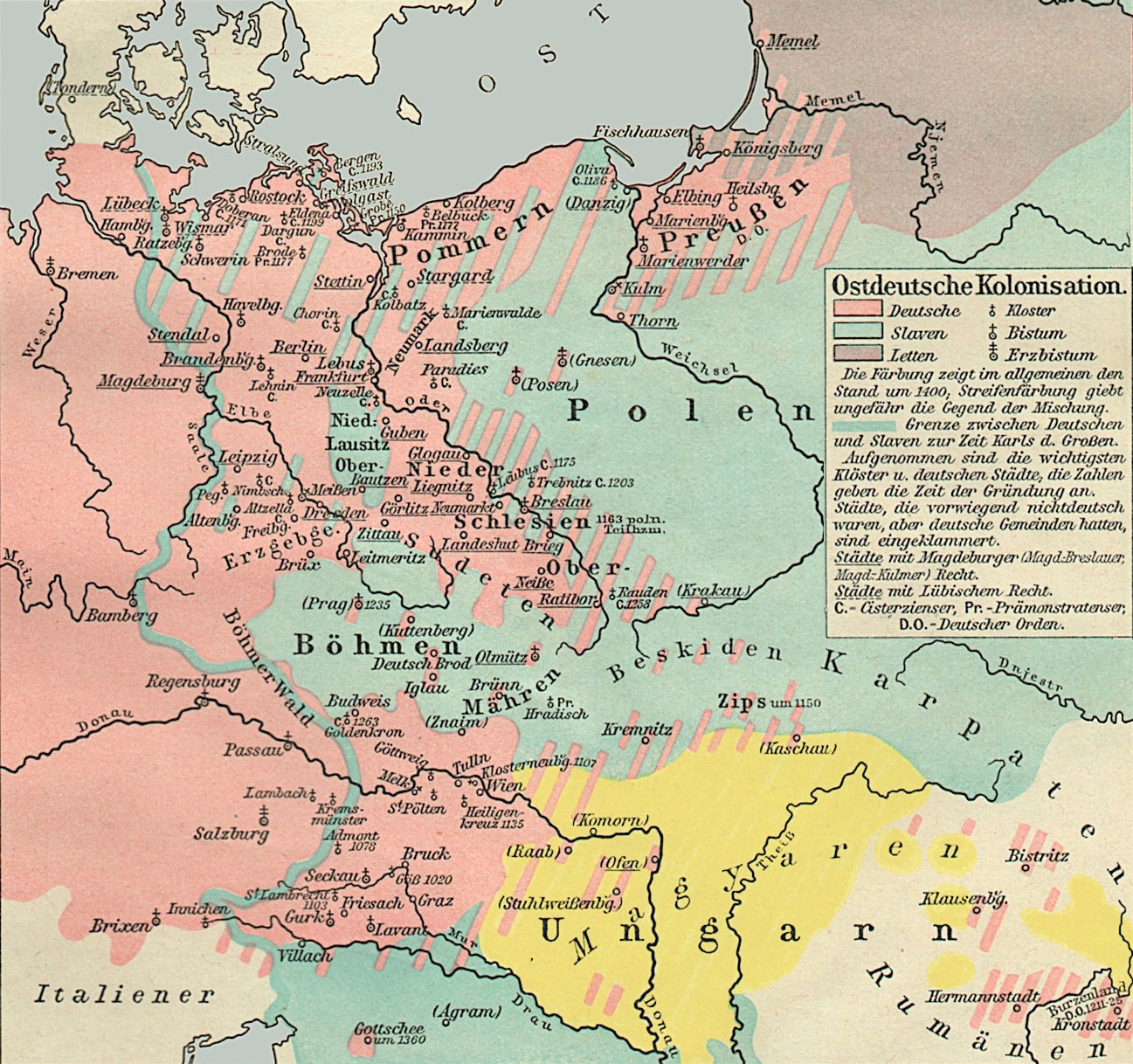
Evolución del área lingüística alemana desde 700 hasta 1910.

Ostsiedlung (pronunciado /ˈɔstˌziːdlʊŋ/ (escucharⓘ); literalmente «Asentamiento oriental») es el término alemán para designar la colonización alemana en la Europa Central y Oriental (hacia los territorios en la parte oriental de Francia, Francia Oriental y el Sacro Imperio Romano Germánico y más allá) que comenzó en el siglo XII y concluyó en el siglo XV, aunque con eventuales episodios en los siglos XVI y XVIII. El área de mayor número de asentamientos alemanes es conocida como Germania Slavica. El término también se usa para referirse a las consecuencias producidas por ello en el desarrollo de asentamientos y estructuras sociales en las áreas de asentamiento. La Ostsiedlung abarcó múltiples regiones modernas e históricas como Alemania al este de los ríos Saale y Elba, los estados de Baja Austria y Estiria en Austria, Livonia, Polonia, la República Checa, Eslovaquia, Eslovenia, Hungría y Transilvania en Rumania.
Desde la década de 1980, las y los historiadores han interpretado la Ostsiedlung como parte de un desarrollo civil y social, denominado Consolidación de las Tierras de la Alta Edad Media (en alemán: Hochmittelalterlicher Landesausbau). En un proceso de intensificación paneuropeo desde países centrales carolingio-anglosajones hacia la periferia del continente, las sociedades progresaron en cultura, religión, derecho y administración, comercio y agricultura.
La mayoría de los colonos de la Ostsiedlung se desplazaron individualmente, en esfuerzos independientes, en múltiples etapas y por diferentes rutas. Muchos colonos fueron alentados e invitados por los príncipes locales y señores regionales, que a veces incluso expulsaron a las poblaciones indígenas para hacer sitio para los colonos alemanes.
Grupos pequeños de emigrantes se desplazaron por primera vez hacia el este durante la Alta Edad Media. A mediados del siglo XII se produjeron los primeros desplazamientos hacia el este de grandes grupos de colonos, entre los que se encontraban académicos, monjes, misioneros y artesanos, a menudo invitados, en número no verificable. Las conquistas territoriales militares y las expediciones punitivas de los emperadores otones y salios durante los siglos XI y XII no se consideran parte de la Ostsiedlung, ya que tales acciones no dieron lugar a ningún asentamiento digno de mención al este de los ríos Elba y Saale. Se considera que la Ostsiedlung fue un acontecimiento puramente medieval, ya que finalizó a principios del siglo XIV. Los cambios jurídicos, culturales, lingüísticos, religiosos y económicos provocados por el movimiento influyeron profundamente en la historia de Europa Central Oriental entre el mar Báltico y los Cárpatos hasta el siglo XX.
En el siglo XX, descripciones de la Ostsiedlung fueron ampliamente explotadas por parte de nacionalistas alemanes (incluido el movimiento nazi) para presionar en favor de las reivindicaciones territoriales alemanas y para demostrar la supuesta superioridad alemana sobre los pueblos no germánicos, cuyos logros culturales, urbanísticos y científicos en aquella época fueron menospreciados, rechazados o presentados como alemanes. Tras la Primera Guerra Mundial (1914-1918), el hecho de que Alemania y Austria perdieran parte de sus territorios en el Este apareció como un contrapunto a la Ostsiedlung en tanto algunos de los alemanes del Este se convirtieron en ciudadanos extranjeros cuando sus hogares dejaron de formar parte de Alemania y Austria. Los alemanes del Este fuera de Alemania y Austria no fueron expulsados y las regiones que Alemania y Austria perdieron en el este estaban dominadas por pueblos no alemanes, por lo que la pérdida alemana allí no fue tan grave como después de la Segunda Guerra Mundial.
Durante la Segunda Guerra Mundial y después de ella (1944-1950), alemanes fueron expulsados y deportados a la Alemania y su lengua y cultura se perdieron en la mayoría de áreas (incluyendo las tierras dominadas por alemanes que Alemania perdió tras esta guerra) en las que se había asentado el pueblo alemán durante la Ostsiedlung, excepto en parte del Austria oriental y, sobre todo, Alemania oriental.

## Inicios
Si bien los pueblos germánicos habían logrado constituir entidades estatales después de la caída del Imperio romano de Occidente y se habían logrado asimilar exitosamente al Imperio carolingio a inicios del siglo VIII, al este del río Elba vivían pueblos eslavos que aún no habían constituido verdaderos Estados, sino que se organizaban en simples grupos de tribus, siendo estos pueblos llamados colectivamente wendos o sorabos. La evangelización realizada por misioneros cristianos de la Europa Occidental había llegado a otros pueblos eslavos que sí llegaron a constituir estados, como sucedió con los polacos, o bohemios, pero dicha cristianización de la Europa Oriental no estaba generalizada. 
Desde que el Imperio carolingio se fraccionó en el siglo IX, durante la Alta Edad Media, sus sucesores en la zona más oriental del Imperio, iniciado por Luis el Germánico, dirigieron sus afanes de conquista hacia las tierras situadas al este del río Elba, pobladas por pueblos indoeuropeos eslavos de carácter tribal, como wendos y sorabos. La expansión de los monarcas alemanes hacia estos pueblos y sus vecinos eslavos tuvo éxito al principio, ganando para la colonización alemana a Mecklemburgo y Brandeburgo. Poco después fue conquistado (y germanizado) el reino de Sajonia, pero la mala situación económica de la Alta Edad Media impidió una colonización alemana rápida y adecuadamente desarrollada, limitándose esta a la simple migración de clanes y el asentamiento de alemanes en los territorios entre los ríos Elba y Oder. 
No obstante, la población alemana creció durante la Baja Edad Media, cuando el fraccionamiento del Sacro Imperio Romano Germánico generó un incremento de la actividad económica en territorio alemán y mejores condiciones de vida para la población. Sin embargo, ello trajo también un importante crecimiento poblacional en los límites tradicionales del antiguo Imperio carolingio al cual se circunscribía el área de población alemana, causando que la colonización alemana de territorios orientales apareciera como una solución a la presión demográfica sobre las tierras cultivables situadas más al oeste.
Esta nueva situación estimuló movimientos poblacionales desde Renania, Flandes y Sajonia, territorios del Sacro Imperio Romano Germánico, hacia asentamientos entre los ríos Elba y Saale, así como las regiones bálticas y de Polonia, entonces pobladas por eslavos no cristianos y —en la región báltica— baltos. Dichos movimientos fueron apoyados por la nobleza alemana, los reyes polacos, los duques y la Iglesia medieval, y se realizaron a costa de grupos étnicos bálticos.

## Cruzadas bálticas
Los territorios al este del río Oder estaban habitados por diversos grupos étnicos, como wendos y prusianos, con una organización política menos evolucionada que la de los reinos alemanes. La monarquía polaca de los Piast apreció que esta colonización germana permitía revalorizar tierras poco explotadas e incrementar las rentas de los gobernantes al establecerse un vasallaje feudal de los colonos alemanes. La poca densidad poblacional de estas tierras estimulaba a los señores locales a convocar la emigración de alemanes como una posibilidad de explotar tierras cultivables y dinamizar la economía de zonas poco atractivas.
El futuro Reino de Prusia tenía sus raíces en los movimientos de población surgidos desde el siglo XII como resultado de las Cruzadas bálticas y en la colonización de campesinos alemanes a lo largo de la costa sur del mar Báltico. Para forzar la cristianización de las costas meridionales del Báltico, los caballeros teutónicos habían sido invitados al norte de Polonia por el conde Conrado I de Mazovia y tras varias campañas habían derrotado a las antiguas tribus prusianas a mediados del siglo XIII. Como resultado de la gran adquisición de tierras, la Orden Teutónica colonizó estas regiones con migrantes alemanes y organizados según los modelos feudales de Alemania, formando un Estado autónomo respecto del reino de Polonia.

## En Polonia y el Báltico

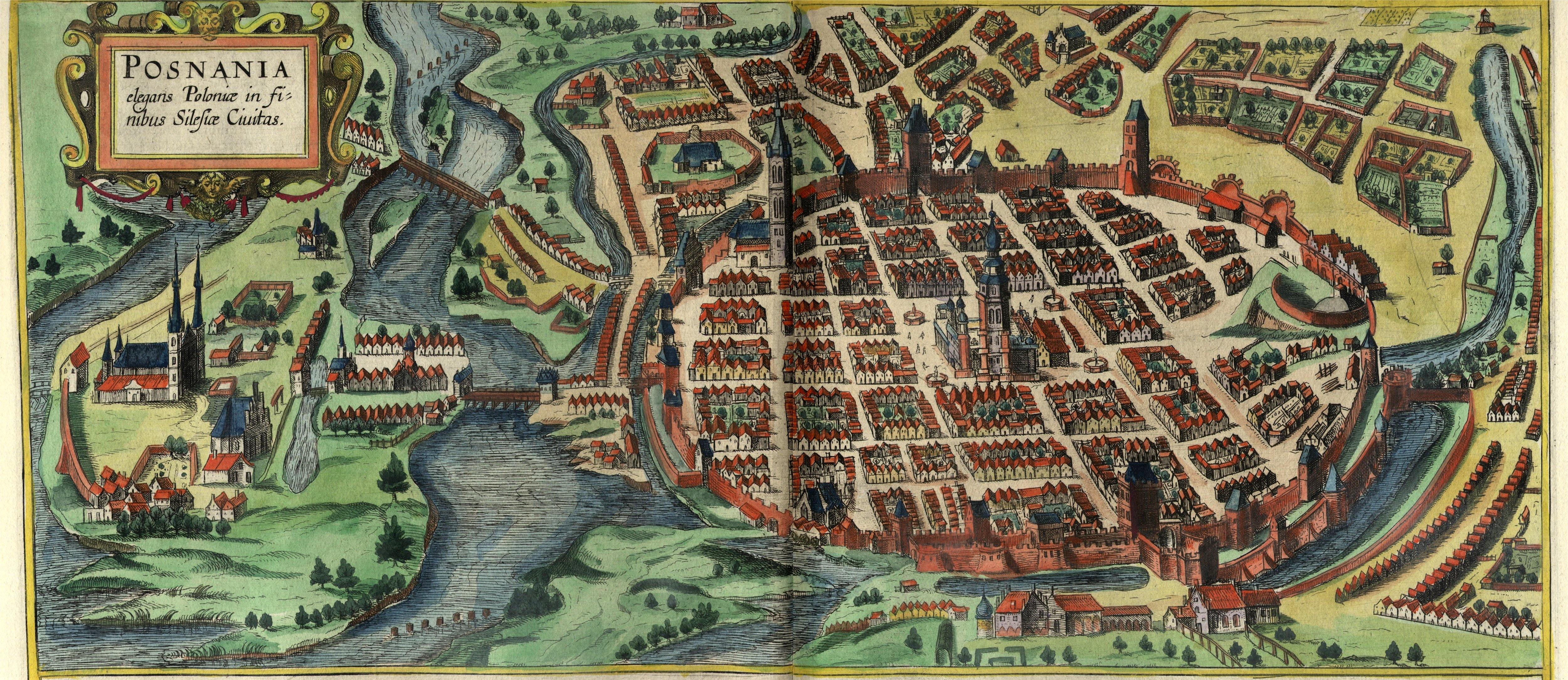
Mapa medieval (1618) de la actual Posnania (en alemán Posen), ciudad de colonos alemanes surgida mediante la Ostsiedlung

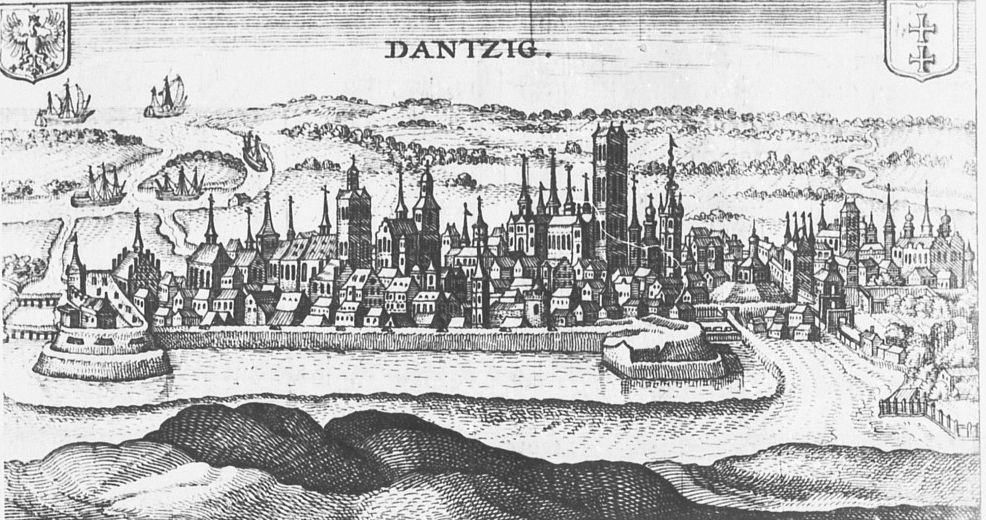
La ciudad de Danzig, de población mayormente alemana hasta 1945, en un grabado de 1628

Los caballeros de la Orden Teutónica fueron derrotados por soldados polacos y lituanos en 1410 en la Batalla de Tannenberg, poniendo fin a sus posibilidades de expansión a costa de Polonia, y luego los territorios de la Orden se convirtieron en un feudo polaco en 1466. A pesar de este decisivo triunfo militar, los territorios de la costa sur del mar Báltico siguieron siendo habitados mayoritariamente por los descendientes de los colonos alemanes que habían llegado allí desde el siglo XII, con lo que los reyes polacos establecieron su dominio político pero sin ejecutar planes de colonización propios, aprovechando por el contrario el movimiento comercial e industrial de los colonos germanos. 
Ciudades como Danzig (hoy Gdansk), Kolberg (actual Kolobrzeg), Allenstein (hoy Olsztyn), Ratibor (hoy Raciborz), Elbing (actual Elblag), Marienwerder (hoy Kwidzyn), Stettin (actual Szczecin) y Königsberg (actual Kaliningrado) tuvieron su origen en el asentamiento de colonos alemanes llegados desde los territorios al oeste del Oder, y de hecho su propia constitución como ciudades tenía sustento en las normas del Derecho de Magdeburgo, conjunto de leyes de origen alemán que regulaban en detalle las obligaciones y derechos de los habitantes de cada centro urbano, así como la organización del municipio respectivo.
La sofisticación de la legislación municipal alemana causó que la élite polaca aceptase aplicar el Derecho de Magdeburgo como base para la organización de ciudades en el Reino de Polonia, siendo que la influencia de estas normas llegó inclusive a zonas de las actuales Lituania, Bielorrusia y Ucrania. Esto permitió a su vez que los colonos alemanes, mayormente dedicados al comercio y la artesanía, conservaran su cultura propia a cambio de lealtad feudal a la corona polaca primero y al Reino de Prusia después, creando centros urbanos completamente germánicos. 
La llegada de colonos alemanes se extendió más al norte de Prusia y abarcó las regiones de Curlandia y Livonia a partir del siglo XV, dando origen así a la importante comunidad de los alemanes del Báltico, que fueron sucesivamente súbditos de Suecia y Rusia, manteniendo su identidad cultural hasta el siglo XX.
A mediados del siglo XIV, el proceso de colonización se ralentizó por causa de la peste negra y terminó después de la derrota de los caballeros teutónicos en el siglo XV a manos de los polacos. Además, casi todas las tierras arables ya habían sido ocupadas por colonos alemanes, quienes a su vez ya habían inclusive formado ciudades portuarias importantes en el Báltico meridional, como Danzig (la actual Gdansk) y Königsberg (actualmente Kaliningrado). Los colonos alemanes habían logrado constituir asimismo una sólida red de centros urbanos con ramificaciones comerciales que no solo abarcaban a la República de las Dos Naciones, sino que extendían su influencia a los principados de Moscovia y Kiev, integrándose inclusive varios de estos puertos en la Liga Hanseática, como sucedió con las ciudades bálticas de Riga y Reval (la actual Tallin).

## En laRepública Checa

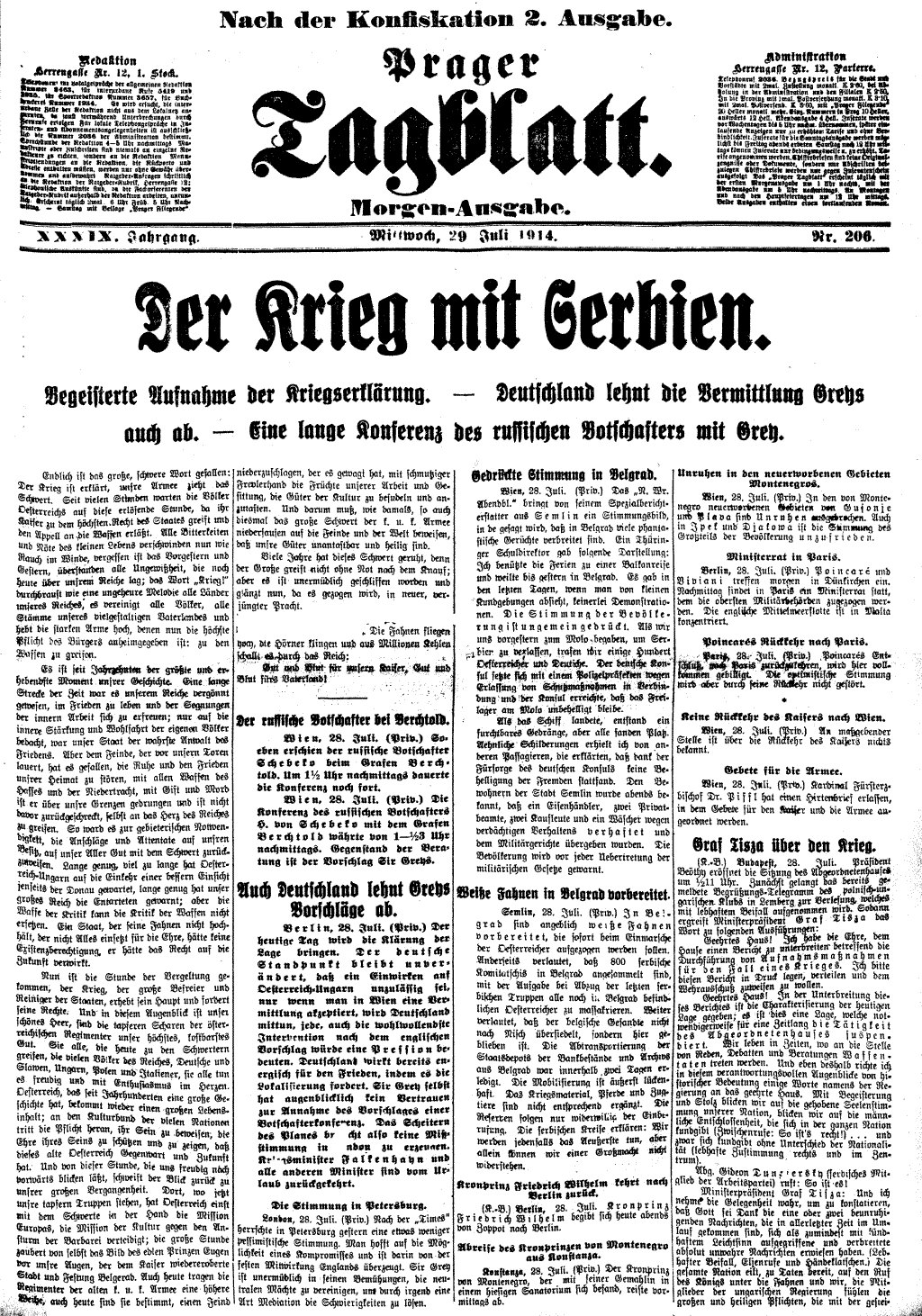
Portada del "Prager Tagblatt", diario en idioma alemán publicado en Praga, anunciando la guerra de Austria contra Serbia el 29 de julio de 1914

La saturación de tierras en las costas del sur del Báltico, en Pomerania, y en Silesia motivó que los colonos alemanes dejaran de afluir a esas tierras y se dirigieran a otros puntos más al sur: los territorios de Bohemia y Moravia, regidos por la monarquía austriaca de los Habsburgo. 
El territorio al sur de los Sudetes había sido ocupado inicialmente por el reino checo de la Gran Moravia, dirigido por una importante dinastía local, pero su debilidad militar condujo a que a mediados del siglo XI los territorios de Bohemia y Moravia (la actual República Checa) quedaran bajo el dominio de los reyes de Austria durante toda la Alta Edad Media. Al agotarse las opciones de colonización alemana en el Reino de Polonia, desde el siglo XIII la monarquía austriaca estimuló de inmediato la instalación de colonos germanos en los antiguos territorios de la Gran Moravia, siguiendo un esquema parecido al de la orilla sur del Báltico. 
No obstante, la colonización germana en Bohemia y Moravia se dirigió también desde un principio a la creación de centros urbanos o la instalación en los ya existentes, y no solo a fundar asentamientos de campesinos, pues ya existía una fuerte cantidad de población checa dotada de una organización político-social igualmente avanzada que la de los colonos germanos. 
No obstante, los checos eran ya súbditos de Austria y lo fueron hasta 1918 (a diferencia de lo ocurrido con los reyes polacos, que podían evitar ser dominados por los colonos germanos hasta 1795) y esto hizo inevitable la colonización masiva de tierras checas. Pronto la burocracia, la instrucción superior, la administración y las actividades de comercio en Bohemia y Moravia quedaron dominadas por colonos alemanes, favorecidos por el predominio político de Austria sobre el territorio checo. 
Cabe advertir igualmente que la influencia germana en Bohemia fue tan visible que la propia Universidad de Praga era exclusivamente de lengua alemana hasta mediados del siglo XIX, aunque el gobierno imperial de Viena reconociera al idioma checo como idioma válido en la administración pública. 
De hecho, en los últimos años del Imperio austrohúngaro los alemanes étnicos representaban cerca del 75 % de la población total de los Sudetes, y las principales ciudades sudetas, como Carlsbad (Karlovy Vary), Aussig an der Labe (Ústí nad Labem) y Reichenberg (Liberec), estaban casi totalmente pobladas por alemanes étnicos antes de 1918. Tras la independencia de Checoslovaquia en 1919, los alemanes étnicos constituían casi el 20 % de la población del nuevo Estado, siendo que las comarcas de los Sudetes, en el extremo occidental del territorio checoslovaco, estaban pobladas casi exclusivamente por alemanes étnicos.

## En losBalcanes
Otros muchos territorios de la Europa Oriental acogieron poblaciones alemanas, como sucedió desde el siglo XIV con Hungría y Transilvania, donde emigrantes germanos provenientes de Sajonia se instalaron en comarcas poco pobladas, con permiso de los monarcas de dichos territorios, con el fin de colonizar y revalorizar extensiones agrícolas poco productivas. Cuando la Casa de Habsburgo se expandió por los Balcanes a inicios del siglo XVIII, la colonización alemana alcanzó un nuevo impulso en tanto las nuevas tierras ganadas por Austria recibieron gran cantidad de colonos alemanes bajo la protección de los Habsburgo. Transilvania y Voivodina fueron las regiones que recibieron mayor cantidad de colonos alemanes, quienes se instalaron tanto en núcleos urbanos como en zonas rurales, preservando sus características culturales peculiares. 
El surgimiento del Imperio austrohúngaro aceleró la llegada de funcionarios y comerciantes alemanes a las principales ciudades de los territorios balcánicos que poseía Austria, instalándose en ellos con intención de permanencia; así, ciudades como Zagreb o Trieste contaban también con importantes núcleos de alemanes étnicos desempeñando cargos oficiales o actividades comerciales por cuenta de la monarquía de los Habsburgo.

## EnRusia

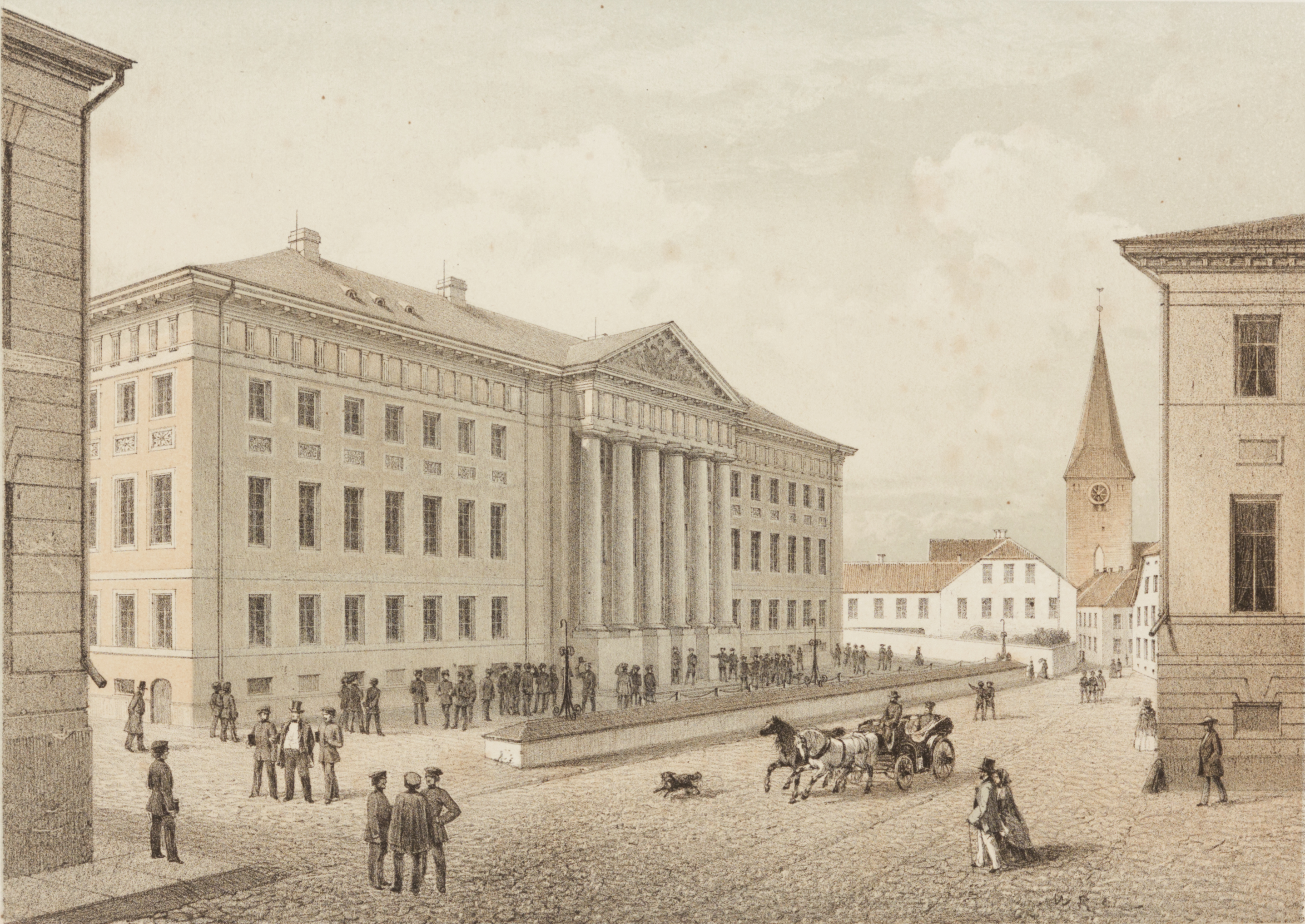
La universidad de Tartu, de habla alemana en Estonia, en un grabado de 1860.

Asimismo la colonización alemana fue favorecida en Rusia, cuando la zarina Catalina la Grande impulsó a fines del siglo XVIII el establecimiento en territorio ruso de una nutrida comunidad de campesinos germanos destinada a colonizar y explotar zonas agrícolas potencialmente muy ricas en la cuenca del río Volga, siendo este el origen de los alemanes del Volga que subsistieron hasta mediados del siglo XX. 
Otros grupos de colonos alemanes se asentaron también en diversos territorios rusos (Crimea, Ucrania), tanto en campos como en ciudades, formando la colectividad muy característica de los alemanes de Rusia, aunque la superioridad numérica de la población étnicamente rusa y el estrecho control del zarismo les impidió a estos colonos germanos conseguir el grado de influencia que tenían las minorías germanas en territorios bajo dominio de Prusia o Austria.

## Declive de la colonización alemana

### "Migración económica" yOstflucht
A consecuencia de las Particiones de Polonia por Prusia, Austria y Rusia en los años 1772, 1793 y 1795, el Reino de Prusia había obtenido gran parte de las regiones occidentales de Polonia. En esta situación comenzó un nuevo período de colonización realizada por alemanes étnicos, aun cuando no lograron germanizar extensivamente estos territorios nuevos, que ya estaban densamente poblados por polacos. 
La Revolución Industrial y la mejora en la economía de la Europa Occidental causó que la emigración de alemanes hacia el Este disminuyera sensiblemente desde inicios del siglo XIX hasta casi desaparecer a mediados del mismo; la superpoblación campesina de Alemania se dirigió a los nuevos centros industriales de la Cuenca del Ruhr, hacia las grandes ciudades comerciales como Berlín, Hamburgo, o Hannover, o hacia Estados Unidos, buscando un nivel de vida mejor que el ofrecido en las tierras orientales de Prusia. 
Además las tierras agrícolas del Este de Prusia ya se hallaban mayormente dominadas por la aristocracia terrateniente prusiana o Junkers (reduciendo notablemente para el campesino migrante la esperanza de convertirse en pequeño propietario) y este factor reducía aún más el atractivo de la migración al este. 
En los últimos años del siglo XIX ocurrió en el Imperio Alemán el fenómeno de la Ostflucht (en alemán «huida del Este»), cuando los pequeños propietarios agrícolas alemanes de Prusia Oriental, Pomerania, o Silesia, transfirieron sus tierras a campesinos polacos, con el fin de abandonar su entorno rural y emigrar hacia el oeste de Alemania o hacia Estados Unidos, los colonos alemanes al servicio de los propietarios junkers también abandonaban esas regiones y eran reemplazados como mano de obra por polacos. Aunque esta situación aumentó la presencia étnica polaca en las antiguas zonas de colonización germana, los alemanes mantuvieron su predominio económico y demográfico, protegidos por la existencia misma del Imperio Alemán desde 1871. Hacia 1890 el gobierno imperial de Berlín tomó medidas para estimular a los campesinos germanos a quedarse en sus tierras del este de Prusia, ya sea otorgando ayuda financiera a los pequeños propietarios alemanes o impidiendo a los polacos la compra masiva de fincas, pero tales esfuerzos lograron poco éxito en reducir la Ostflucht.

### Nacionalismo eslavo en Europa Oriental
El surgimiento del nacionalismo dentro del Imperio Austrohúngaro causó que desde mediados del siglo XIX las poblaciones de origen checo, húngaro, o rumano, resistieran la preeminencia de los colonos alemanes y su influencia política en territorios donde los alemanes étnicos eran una minoría. Asimismo, los cambios económicos de la Revolución Industrial desalentaron la migración alemana hacia los Balcanes y por ello la población germana instalada en esas zonas desde 1850 bajo la protección de los Habsburgo estaba constituida mayoritariamente por funcionarios y comerciantes, numéricamente escasos. 
Si bien subsistían núcleos de numerosa población alemana en las tierras de los Habsburgo, tales núcleos se hallaban rodeados de regiones con población no alemana (Checos, eslovacos, rumanos, húngaros) cuyo crecimiento poblacional resultaba ser bastante rápido, agudizando el carácter de minoría étnica de la población alemana.
Después de la Primera Guerra Mundial, Polonia recuperó su independencia y vivió un período de expansionismo nacionalista bajo el régimen de Józef Piłsudski, lo cual hizo emigrar a una población alemana bastante amplia de su territorio debido a una política asimiladora del gobierno de Varsovia; no obstante, dentro de la Segunda República Polaca aún existía una numerosa minoría étnica de alemanes que desempeñó un importante papel de colaboración con el Tercer Reich durante la ocupación alemana de Polonia. Asimismo, vastas y ricas regiones, como Silesia, Pomerania y Prusia Oriental, siguieron siendo territorios bajo soberanía alemana regidos por la República de Weimar.
La situación de la población alemana étnica del Imperio austrohúngaro también cambió tras la disolución de este en 1918. Aproximadamente la mitad de la población germana del Imperio quedó fuera de las fronteras de la nueva Austria, estando los grupos más numerosos de alemanes étnicos en la región de los Sudetes (incorporada a la joven República de Checoslovaquia) y Transilvania (incorporada al Reino de Rumania). Tanto Checoslovaquia como Rumania aceptaron los derechos de sus propias minorías de alemanes étnicos pero impidieron toda posibilidad que éstos recuperasen la influencia política que poseían en la época de los Habsburgo. 
De igual manera el triunfo de la Revolución de Octubre de 1917 causó que gran parte de la élite del Imperio ruso, compuesta por alemanes étnicos, debiera emigrar forzosamente a Europa Occidental al perder todos sus privilegios bajo el nuevo régimen comunista de la Unión Soviética mientras que las comunidades de alemanes de Rusia que no emigraron perdían su autonomía política, aunque el gobierno de la URSS les permitía conservar su identidad cultural bajo la política de korenización.

### Nazismo yOstsiedlung

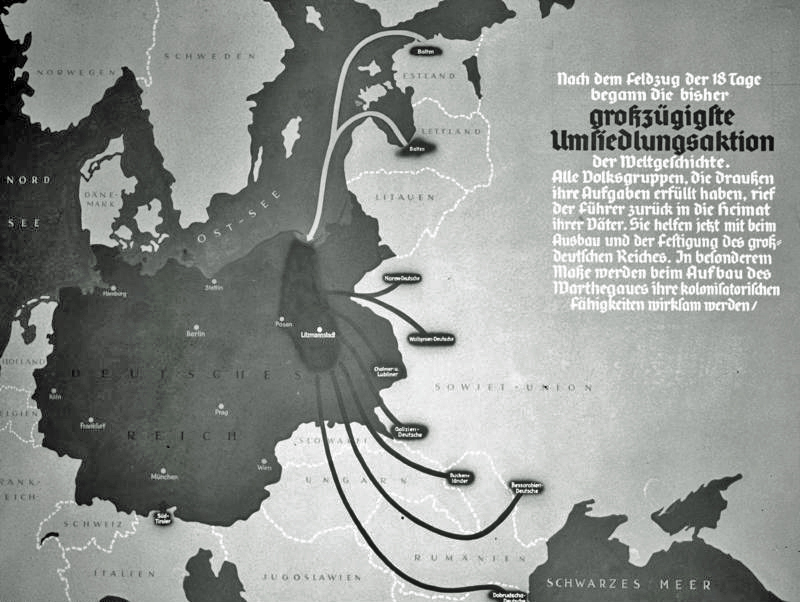
Mapa alemán del período nazi, mostrando la "transferencia de alemanes étnicos para colonizar tierras de Europa Oriental.

El advenimiento del III Reich en 1933 implicó otra situación nueva para los alemanes étnicos instalados en Europa Oriental. El nazismo insistía en que los alemanes étnicos residentes fuera de Alemania propiamente dicha (llamados en alemán Volksdeutsche) debían reunirse en el Reich alemán. Este proyecto implicaba una repatriación de alemanes étnicos al país, a través del programa gubernamental Heim ins Reich, "de vuelta a casa", en los casos en que las tierras de asentamiento fueran históricamente ajenas. Sin embargo, la extensa población de alemanes étnicos viviendo en antiguas tierras alemanas era vista como una doble condición que legitimaba la voluntad del III Reich de recobrar esos territorios, situación que los países aliados consideraban expansionismo nazi.
Lo cierto es que la realidad concreta de tener buena parte de los miembros de la nación viviendo fuera de sus fronteras (y por la decisión histórica de terceros países) excedía a Hitler o al nazismo. Por ejemplo, la mayoría de los austríacos se consideraban a sí mismos alemanes hasta después de la Segunda Guerra Mundial. La razón es que el estado austríaco no nació como nación, sino que se creó por orden de terceros países (contra la propia voluntad de los habitantes de la actual Austria), siendo sólo una parte desmembrada de un imperio multiétnico, el imperio austrohúngaro, el cual tenía una extensa población de alemanes étnicos. Después de la I Guerra Mundial, imperio austrohúngaro se desmembró, rápidamente los alemanes étnicos formaron la República de Austria Alemana y pidieron su anexión a Alemania, con el fin de crear un solo estado nación. Sin embargo, el Tratado de Versailles (28 de junio de 1919) y el Tratado de Saint-Germain (10 de septiembre de 1919) se los prohibieron, forzando a toda la población alemana a quedar separada: los alemanes de los Sudetes a convertirse en ciudadanos de Checoslovaquia, los del lado austríaco a formar un país aparte, y a su vez Austria fue despojada de Tirol del Sur, obligando a esos otros alemanes étnicos a ser parte de Italia. Los países vencedores de la Primera Guerra Mundial incluso prohibieron el término "Austria alemana" (Deutschösterreich) con que denominaron a su tierra en un principio, como así también "Bohemia alemana", "Moravia alemana" y "Silesia alemana", ya que esas tierras, aunque habitadas desde hacía siglos por alemanes, les fueron adjudicadas a Checoslovaquia con toda su población alemana. Así, de 1918 a 1938, millones de alemanes étnicos quedaron forzosamente viviendo fuera, como en el lado checo (3 millones), y otros tantos del lado austríaco, además de los que quedaron del lado italiano. Los grandes sufrimientos infligidos por estas políticas que desmembraron por la fuerza a una nación que deseaba permanecer unida inducirían el clima propicio para los emergentes políticos.
Para su unión con Alemania, Austria debería esperar hasta el 12 de marzo de 1938 -día en que se produjo la anexión o Anschluss-, los alemanes de los Sudetes deberían esperar hasta los Acuerdos de Múnich del 30 de septiembre de 1938 -cuando finalmente los jefes de Gobierno de Reino Unido, Francia e Italia firmaron que reconocían que los Sudetes eran alemanes-, y el año siguiente Alemania firmó un convenio con Italia para que permitiera que los alemanes étnicos que vivían en Tirol del Sur pudieran emigrar a Alemania (en el marco del programa alemán Heim ins Reich o "De vuelta a casa"), lo que al fin cerraría el círculo del estado nación para la población alemana. Sin embargo, tras la Segunda Guerra Mundial, todas estas tierras fueron nuevamente desmembradas por la fuerza por los países vencedores.
Durante la Segunda Guerra Mundial, así, lo que los países aliados interpretaron como la invasión de Polonia, el gobierno alemán de entonces consideró simplemente el desembarco en sus legítimos dominios históricos. En la Ciudad libre de Dánzig aún vivían muchos alemanes étnicos, pero, dada la resistencia, era imposible recobrar una parte sin controlar toda la Segunda República Polaca. En países más alejados como Eslovaquia, Croacia, Rumania, o Hungría, el régimen nazi presionó para que las minorías alemanas de esos Estados tuvieran un tratamiento especial de casi extraterritorialidad, impulsando el enrolamiento de alemanes étnicos de tales zonas en la Wehrmacht o las Waffen SS.
Dentro de los planes expansionistas del Tercer Reich se había dado importancia a la "repoblación" de los territorios anexados por Alemania en Europa Oriental utilizando para este fin a colonos germanos que crearían un "muro de campesinos" mediante colonias agrícolas de alemanes étnicos repartidas por el este europeo en un proceso que la propaganda nazi denominó "Drang nach Osten" (en alemán "Marcha hacia el Este"). 
Semejante proyecto fue plasmado en un plan estratégico denominado Generalplan Ost inspirado por el líder nazi Heinrich Himmler, y que contemplaba una masiva limpieza étnica y genocidio en regiones de Polonia, Bielorrusia, Rusia, y Ucrania, destinada a expulsar por la fuerza a la población de origen eslavo de ciertos territorios juzgados "estratégicos" por el régimen nazi y sustituir a los eslavos expulsados por colonos alemanes étnicos. Como complemento, la población eslava sobreviviente de las regiones dominadas por el III Reich sería utilizada como mano de obra esclavizada en favor de Alemania, y sometida a un mísero nivel de vida con hambrunas deliberadas, con el fin de reducir su crecimiento poblacional, aumentar su tasa de mortalidad, y finalmente exterminarla "en el plazo de dos o tres generaciones".

## Extinción de la presencia alemana

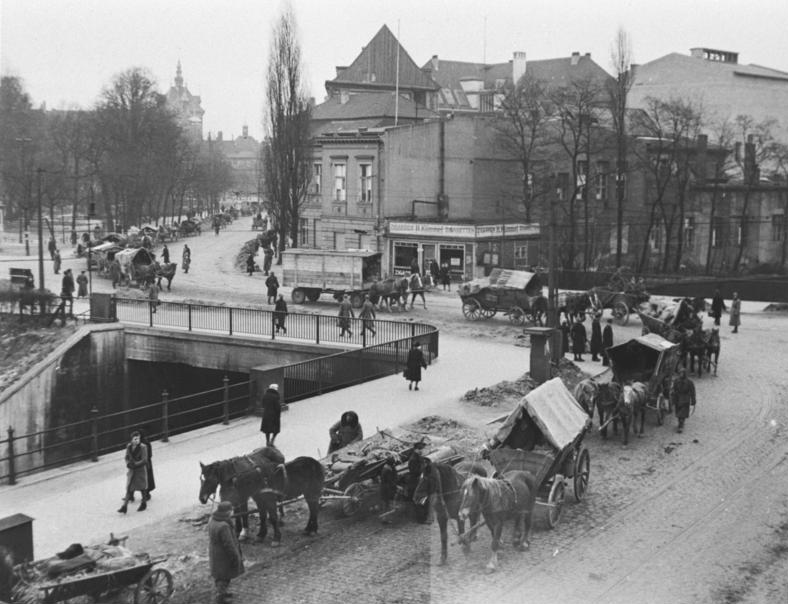
Civiles alemanes huyendo de Danzig, 20 de febrero de 1945

Durante la Segunda Guerra Mundial, la dictadura de Stalin ordenó que los habitantes de ascendencia alemana fueran deportados a campos de concentración gulags ubicados en Siberia y otras partes de Asia Central, lo que constituyó un genocidio. Las familias de alemanes del Volga, del mar Negro, etc., sufrieron saqueos y fueron obligadas a subirse a vagones de ganado y fueron transportadas hasta los campos de trabajo forzado, donde les esperaba una muerte segura. Los que se resistieron, simplemente fueron asesinados en el lugar. Los pacifistas menonitas de Rusia tampoco se salvaron de los horrores soviéticos: todas sus colonias de la zona del Volga quedaron vacías tras su deportación a Siberia en masa. Anteriormente, los que vivían en Ucrania ya habían sido perseguidos e incluso sometidos a hambrunas devastadoras (Holodomor).
Al acercarse el fin de la guerra, a principios de 1945 y ante el avance indetenible del Ejército Rojo en sus campañas bélicas por Europa Oriental, la población alemana de Prusia Oriental, Pomerania, y Silesia, emigró de forma masiva y repentina hacia el oeste debido al miedo a las brutales represalias soviéticas (a su vez estimuladas por la propaganda soviética como "venganza" por las atrocidades germanas en la URSS). Los éxitos bélicos soviéticos causaron que desde enero de 1945 varios miles de alemanes abandonasen precipitadamente los territorios que habían poblado durante generaciones. 
Si bien las autoridades nazis lucharon inicialmente por prohibir esta migración al tacharla de "derrotismo", la visible incapacidad de la Wehrmacht de detener las ofensivas soviéticas causó que pronto el régimen nazi debiera aceptar la evacuación masiva de refugiados alemanes del este, ya sea por vía terrestre o en convoyes marítimos por el mar Báltico. Se calcula que entre enero y abril de 1945 casi dos millones de alemanes étnicos huyeron de las regiones situadas al este de los ríos Oder y Neisse, pereciendo varios miles de civiles alemanes durante la caótica fuga, la cual se realizó durante los crudos meses del invierno europeo. 
Al terminar la guerra el 8 de mayo de 1945, millones de refugiados civiles alemanes se concentraban en campamentos improvisados dentro de los territorios ocupados por los aliados occidentales, otros varios miles habían perecido por el frío o los bombardeos soviéticos durante la fuga, y una minoría de otros varios miles había quedado en territorio bajo ocupación soviética.
Desde la Alemania ocupada, los vencedores de la guerra aprobaron la confiscación de bienes y expulsión de todos los millones de ciudadanos civiles de ascendencia alemana de Europa Oriental entre 1945 y 1948, lo cual constituyó un crimen de guerra. La conferencia de Potsdam fijó la línea de los ríos Oder y Neisse como frontera oriental de Alemania, según lo decidido por el bando aliado en la conferencia de Yalta.
Esta expulsión masiva de civiles alemanes fue defendida enérgicamente por la Unión Soviética, la cual veía que esta acción la favorecía para llevar a cabo una enorme reforma agraria. Pese a ello, adujeron que lo hacían para evitar toda posible reivindicación germana sobre territorios en la Europa Oriental, alegando que la eliminación de la minoría étnica alemana destruía todo pretexto para reclamaciones expansionistas germanas en el futuro (advirtiendo que la presencia de minorías alemanas fue el argumento favorito de los nazis para justificar sus ataques bélicos). Sin embargo, no explicaban porqué no indemnizaron por sus bienes a los expulsados (a los cuales les confiscaron todo), máxime teniendo en cuenta que eran sus propios ciudadanos. Tras la Segunda Guerra Mundial, la Unión Soviética convalidaba, así, que los ciudadanos fueran tratados de una forma u otra, e incluso expulsados, sólo con base en su condición étnica. En medio del clima de victoria, los gobiernos de Reino Unido y EE. UU. aceptaron el proyecto de la URSS y admitieron que los alemanes étnicos fueran expulsados de casi toda la Europa Oriental bajo ocupación soviética, aunque requiriendo en vano que dicha expulsión fuese lo menos dolorosa posible para los civiles implicados.
Como resultado de los esfuerzos conjuntos de la URSS y Polonia (ahora reestructurada como régimen comunista), se restableció la frontera alemana oriental aproximadamente en su situación del año 1181, mientras que algunos territorios eslavos históricos entre la línea Oder-Neisse y el río Elba permanecieron dentro del territorio alemán. En Checoslovaquia el recuerdo de la Crisis de los Sudetes impulsó al nuevo gobierno a efectuar la expulsión de alemanes étnicos de Checoslovaquia para eliminar una minoría étnica que, si bien vivía allí desde mucho antes de la fundación de Checoslovaquia en sí, fue tachada de desleal y de tener simpatía por el nazismo. Similares justificaciones se alegaron en todos los países de la Europa Oriental bajo influencia soviética donde existiera alguna importante minoría alemana, como Rumania, Hungría, o Yugoslavia, donde también se practicaron expulsiones masivas de los alemanes étnicos que no habían logrado huir del avance soviético.
Alrededor de 15 millones de alemanes de las provincias orientales históricas fueron expulsados de sus hogares entre 1945 y 1948, y enviados a la RDA o a la RFA, revirtiendo en poco más de cinco años casi completamente los resultados de varios siglos de asentamientos alemanes. Se calcula que 1 millón de civiles alemanes de la Europa Oriental perecieron durante la guerra, sea por combate directo o por los rigores de su huida a Occidente en los primeros meses de 1945. En 1950, la cantidad de alemanes étnicos residentes en Europa Oriental era solo el 15 % de la existente en 1939, resultando en una minoría étnica más reducida aún de lo que era antes.